# Химна Монака
Химна Монака (мон. A Marcia de Muneghu) је химна Монака.

## Монакански текст
-{A MARCIA DE MUNEGHU / INU NACTIONALE
Despoei tugiù, sciü d'u nostru paise
Se ride aù ventu, u meme pavayun
Despoei tugiù a curù russa e gianca
E stàr r'emblèma d'a nostra libertà
Grandi e piciui, r'an tugiù respeta.}-

## Француски превод
-{HYMNE MONÉGASQUE
Depuis toujours, sur notre pays,
Le même drapeau est déployé au vent,
Depuis toujours les couleurs rouge et blanche
Sont le symbole de notre liberté
Grands et petits les ont toujours respectées.}-

## Српски превод
ХИМНА МОНАКА
Све време, над нашом земљом,
Иста застава вијори на ветру
Све време, црвена и бела
Симбол су наше слободе
Велики и мали их увек поштују.